# Monte Castello (Arquà Petrarca)
Il Castello di Arquà Petrarca è stata una fortificazione eretta in epoca alto medievale (i primi scritti in merito a un castrum si datano al 985 d.C.) e i cui ruderi erano ancora visibili nel 1939, data in cui furono eliminati o sommersi per la costruzione del Monumento ai Caduti della Guerra. Del castello, costruito sul colle che domina, verso sud, la pianura, si intuisce ancora la forma ellittica grazie ai muri di cinta che fungono ora da sostruzione del piccolo pianoro sommitale, mentre i versanti del monte sono stati terrazzati, per ospitare olivi e vigne.

## Storia
Arquà Petrarca è una località che si trova nella parte meridionale dei Colli Euganei, particolarmente conosciuta poiché vi abitò e morì il poeta Francesco Petrarca tra il 1369 e il 1374, dal quale prese anche il nome. Il comune si estende su una superficie di 12,52 kmq, distribuiti tra collina e prima pianura, su un dislivello che varia tra i 5 m s.l.m. della parte pianeggiante verso sud, e i 409 m del Monte Ventolone a nord, si colloca nel settore meridionale del territorio collinare euganeo, in provincia di Padova, a circa 20 km dall’omonimo capoluogo e conta 1846 abitanti.

### Toponomastica
Arquà, dal latino Arquatum o Arquata, divenuto poi Arquada nel Medioevo per influsso della lingua volgare, deve il suo nome alla sua posizione in una conca circondata da colli dai pendii dolci, che ricordano degli archi. Per quanto riguarda invece Monte Castello, detto localmente Castèo, deve chiaramente il suo nome alla fortificazione che nel passato ne occupava la cima. Si tratta di un dosso riolitico di 108 m di altezza, dalla cima spianata che si alza a sud dell'Oratorio della Santissima Trinità, verso il Monte Bignagò e ora con un bel prato e monumento ai caduti. 

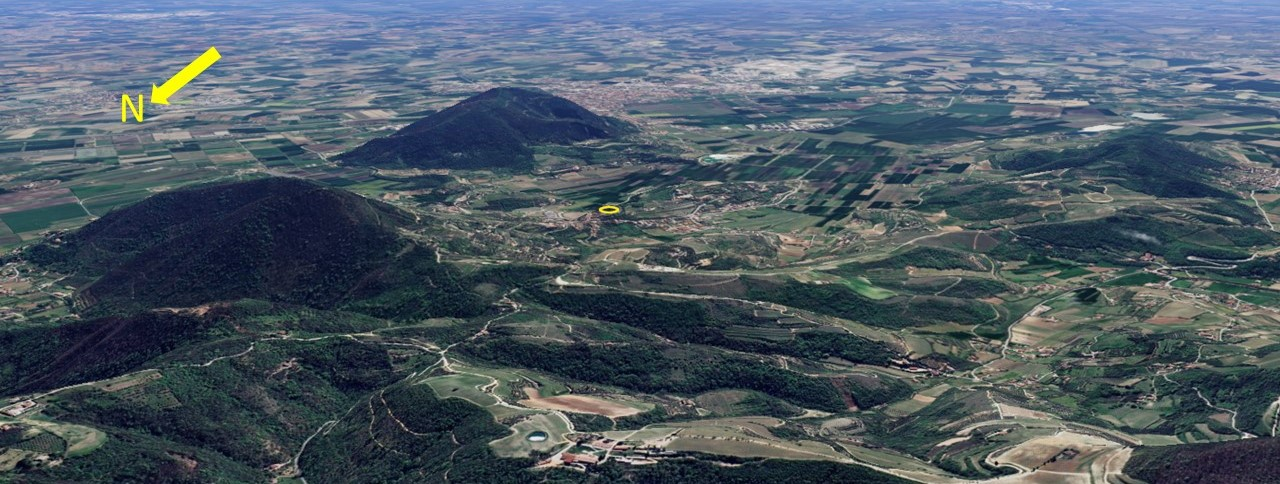
Vista da Nord del Monte Castello (cerchiato in giallo) di Arquà Petrarca nel contesto dei colli euganei circostanti

### Origini del sito
Il Comitato Padovano, prima contraddistinto da una compatta organizzazione economica e territoriale, tra XI e XIII secolo andò incontro ad una progressiva disgregazione. Si formarono nuove piccole unità che col tempo assunsero un carattere sempre più individuale, sino a diventare dei veri centri di organizzazione territoriale. I grandi patrimoni fondiari si divisero inizialmente in piccoli nuclei rurali chiamati curtes, per la maggior parte aperte e dunque non ben difese, frazionate nel territorio.
Soprattutto per via delle frequenti razzie, oltre che per ragioni economiche, queste curtes sono state via via abbandonate e i territori donati ai più potenti signori laici ed ecclesiastici, che garantivano così protezione ai precedenti proprietari e una nuova vita all'interno di centri più ricchi e difendibili, costituiti appunto dall'agglomerarsi spontaneo della popolazione rurale. Attraverso atti di permuta, poi, il Signore in questione spesso scambiava i territori più lontani con altri più vicini, di modo che il territorio sotto il suo controllo fosse più compatto e controllabile.
Le curtes più grandi che così si formavano per esigenze di difesa vennero poi fortificate dagli stessi Signori, assumendo il nome di castra, veri centri economici e di difesa oltre che cuore pulsante del patrimonio fondiario dei Signori.
Arquà, come ci attesta un documento del gennaio del 985, nel X secolo da semplice curtis divenne castra pur non essendo ancora attestata la presenza di un importante Signore: si tratta di un atto di donazione di terre in quella zona al Capitolo della Cattedrale di Padova in cui si parla di una terra con vigne chiamata << Bugnaglo, de castro Arquadae >>, data in dono al Capitolo dei Canonici di Padova da Giustina e dai fratelli, tra i quali il prete Boniverto, di stirpe romana. La villa venne dunque cinta da mura ed assunse il nome di castrum Arquade.
Tutti questi eventi si muovono in un contesto di dilagante feudalesimo, dove le concessioni fatte dall'imperatore ai vari Comites, pensate inizialmente per morire assieme all'uomo, divennero ereditarie davanti all'indebolirsi del potere regio: terre, poteri economici e giurisdizionali che divennero patrimonio privato della famiglia Comitale.
Divennero un'autorità pubblica e si circondarono di vassalli. A sua volta nella successione ereditaria anche il potere di funzionario imperiale dello stesso Comes andò indebolendosi, frantumandosi e venendo spesso assunto dai vari Signori che andavano affermando la propria importanza, in modo legittimo o meno.
Nel caso di Padova la famiglia Comitale venne istituita nel X secolo, quando la carica era già ereditaria e il territorio diviso in patrimoni nelle mani di diversi Signori per stesso volere dell'imperatore ( i cosiddetti distretti di Signoria o talvolta Comitati). Questo, infatti, concesse l'immunità e l'esenzione dai tributi ai diversi Signori, rendendo inutile il potere giuridico e di riscossione del Conte e consegnandolo di conseguenza ai Signori stessi, che godevano così di grande indipendenza all'interno dei propri territori.
Il primo cenno riguardo un Comes padovano è in un documento del 1001, che da qui in avanti verrà poi menzionato come Conte del Comitato vicentino e padovano.

### Dal primo proprietario alla distruzione
Nel 990 l’imperatore Ottone I concesse il castello in dote alla figlia Ada. Un successivo documento del 1040 riporta come Rodulfo Normannus ex Francorum genere abitator in castro Arquada donò al monastero di S.Maria in Vangadizza, una massaricia posta in Arquà. Questo prò mercedem et remedium anime Ugonis marchionis et per remedium anime Giudittas femina que fuit conjuge mea, quindi per l’anima della moglie Giuditta e del marchese Ugo, della famiglia degli Obertenghi. Rodolfo era quindi feudatario dei marchesi d'Este e probabile progenitore dei Conti di Arquà che la governarono fino al 1205, quando, sotto il nascente Comune di Padova, Arquà non poté più essere governata da podestà giacché non era luogo murato, come prescriveva lo Statuto di Padova del 1290.
Agli Obertenghi, dinastia di origini longobarde dalla quale deriverà la Casa d’Este, il vescovo di Padova riconoscerà negli anni 70-90 la giurisdizione sul castello di Arquà; a loro volta, alla fine dell’XI secolo, un marchese della Casa d'Este, forse Adelberto Azzo II, lo concede in feudo al Conte di Padova Manfredo Maltraversi.
In un documento del 3 dicembre 1196 si tratta di un processo avvenuto fra Alberto Terzo, nipote di Manfredo, contro Sigiprando e Morato dove questi ultimi sostenevano di avere piena proprietà della loro terra ad Arquà, mentre il primo che fosse stato semplicemente concessa in beneficio, ad vilanaticum. Un marchese d'Este aveva concesso in feudo al Conte Manfredo delle terre arquatensi, ereditate poi dai suoi due figli Ugo e Artuso, che a loro volta le passarono ai propri figli, uno di Artuso, due di Ugo, tutti e tre Conti nonché vassalli degli Estensi, come affermato nello stesso documento da vari testimoni. Uno dei due figli di Ugo, Alberto Terzo, finì per accumulare tutte le terre spartite precedentemente nelle proprie mani, in quanto suo fratello morì e dell'altro ramo della famiglia sopravvisse solo una donna, che in quanto tale non poteva ereditare alcunché. Oltre alle terre facenti parte del feudo ad egli venne concessa anche l'assoluta proprietà del castrum di Arquà, descritto con la parola turris che quindi fa presagire la presenza di un castello. Il castrum nel XII secolo è infatti centro di dominio ma anche di organizzazione del sottostante territorio, come dimostra la menzione della canipa, dove si raccoglievano i tributi in natura dei contadini, che coltivavano in concessione i terreni all'interno del feudo.
Un atto del 14 febbraio 1171 ci attesta la presenza di una terra casaliva situata pede castelli, venduta da Giovanni de Lioncio di Arquà. Questo è il primo riferimento all’esistenza di una casa costruita nelle immediate vicinanze del castello, dal quale si dipanò l’insediamento urbano. Gli edifici si sono infatti progressivamente agglomerati ai piedi del pendio. Ai piedi e a mezza costa del colle si ricordano essere stati eretti due centri di culto, uno votato a Santa Maria e ricordato nel titolo di Pieve del 1026, l'altro, l'Oratorio della SS. Trinità, è invece menzionato in un documento del 7 giugno 1181 redatto “iusta ecclesia S. Trinitatis”.

Nel 1322 il castello fu distrutto da Corrado da Vigonza, guida dei fuoriusciti padovani contro i Da Carrara nonché esponente della nobiltà antiezelliniana. Da questo momento Arquà si trova definita nelle fonti solo in qualità di villa e non si trova più alcun cenno al castello, se non in rari casi. I suoi ruderi sono stati eliminati o sommersi nel 1939, per la costruzione del Monumento ai Caduti.

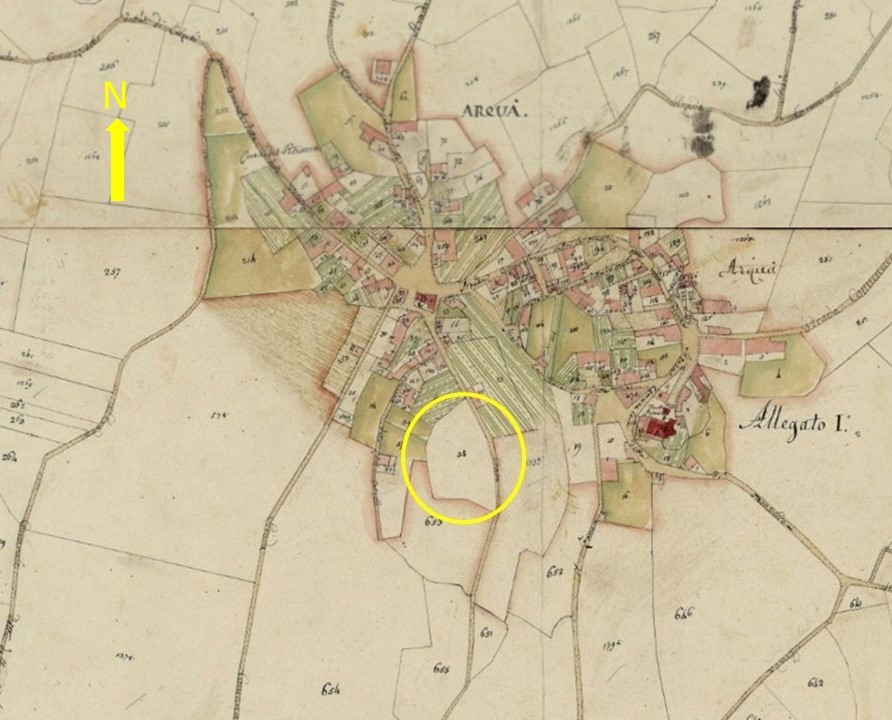
ASPd, Catasto Austriaco, Mappe, Comune di Arquà (1845), Fogli VI e X. Fonte: Ministero della Cultura – Archivio di Stato di Padova (n. 11/2024). Cerchiata in giallo la probabile ubicazione del Castello di Arquà Petrarca (elaborazione propria).
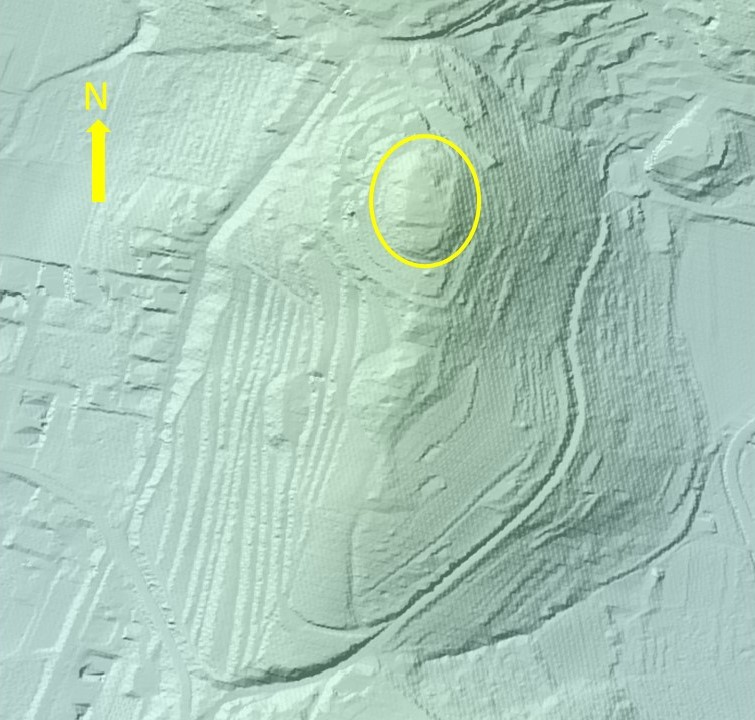
Screenshot da LiDAR di Monte Castello (cerchiato in giallo) con risoluzione a 1 m dal suolo.

## Descrizione

### Struttura del castello
Nella storia dei castelli Euganei, quello di Arquà è l’attestazione dei castelli di prima generazione, nati alla fine del X secolo, che costituivano una villa signorile fortificata, diversamente da altri territori padani dove vediamo interi villaggi fortificati. Nel nostro caso il villaggio si sviluppava all’esterno del castello. Ne vediamo altri esempi a Baone, Calaone, Carrara, Montagnone, Este, Montemerlo, Lozzo. Venivano controllati da organismi signorili a carattere spiccatamente territoriale e giurisdizionale. Secondo Diego Calaon vi è «la presenza in area veneta di alcuni documenti, cronologicamente compresi tra XII e XIII secolo, che attestano l'uso di alcune fortificazioni come deposito di beni mobili ha fatto ipotizzare l'esistenza di un tipo di castello definito "castello deposito”», che evidenzia un controllo di tipo economico sul territorio da parte del potere signorile.
Un esempio è il castello di Pernumia, dove gli statuti del XIII secolo fanno una distinzione di censo in base alla qualità della difesa garantita al magazzino assegnato. In questo caso il castello è sede anche di magazzini comuni, cantine per la lavorazione del vino e stalle di proprietà comunale: all'interno della cinta fortificata avvengono, dunque, una serie di attività economiche di tipo collettivo, mentre la popolazione risiede all’esterno.
Nel caso di Arquà, il documento del 1196 già menzionato riporta che iI primo testimone, Lanzus de Arquada, conferma che da più di trent'anni vede Sigiprando e Morato portare il fitto (due moggi di biada, uno di frumento, uno d'orzo, uno di farina fine e tre “congi" di vino) al Signore nella sua canipa. Quindi qui la canipa è il luogo dove il signore custodisce le "entrate" relative ai suoi possessi.

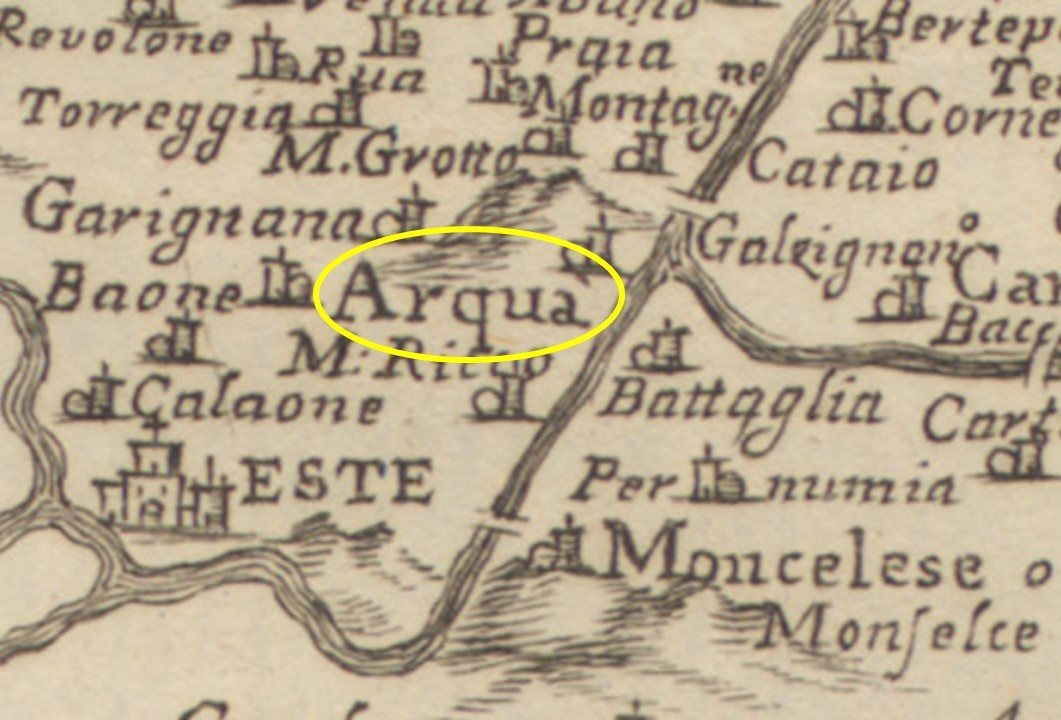
Rappresentazione del castello di Arquà Petrarca (cerchiato in giallo) su mappa del 1776
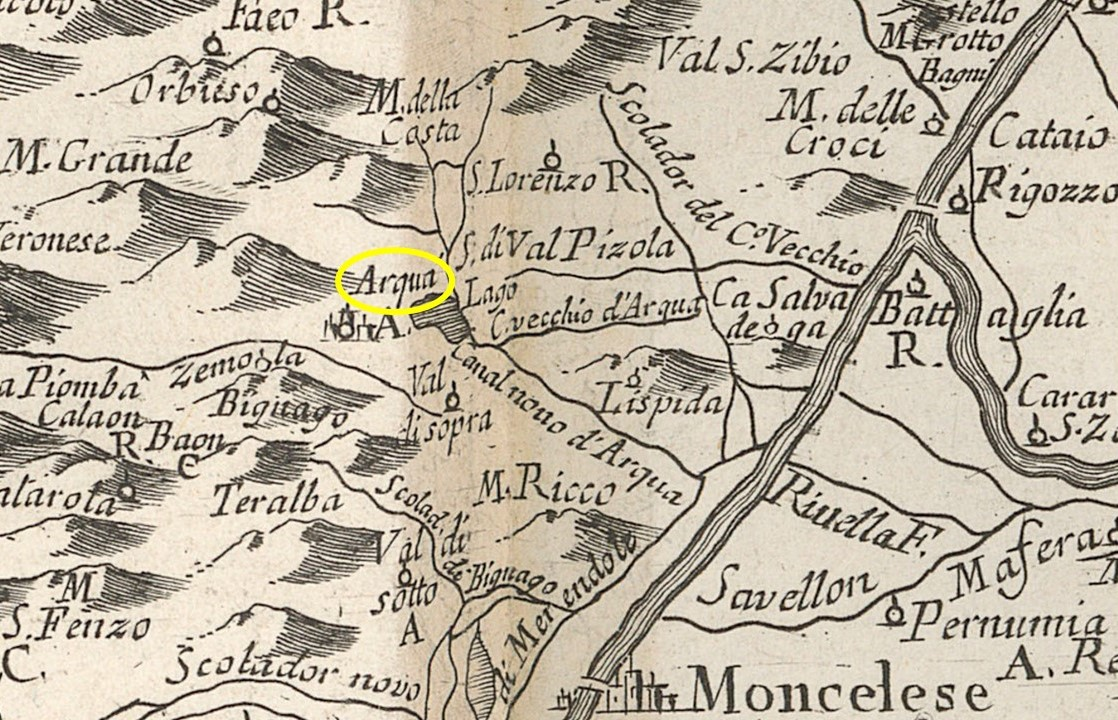
Zona di Arquà Petrarca (cerchiata in giallo) nel 1776